# تجارب ترسانة إدجوود على البشر
أجرى الفيلق الكيماوي التابع للجيش الأمريكي أبحاثًا علمية وسرية على البشر في منشأة ترسانة إدجوود في ماريلند من عام 1948 إلى عام 1975. كان الغرض منها تقييم تأثير عوامل الحرب الكيميائية بجرعة منخفضة على الأفراد العسكريين واختبار الملابس الواقية والأدوية واللقاحات. وُجِّهت نسبة صغيرة من هذه الدراسات إلى الحرب الكيميائية النفسية وجُمِّعت تحت العنوان المعتاد «برنامج متطوعي الأبحاث الطبية» (1956-1975). كانت متطلبات الاستخبارات والحاجة إلى أساليب استجواب جديدة وأكثر فاعلية الدافعَ وراء برنامج متطوعي الأبحاث الطبية (MRVP).
بشكل عام، شارك نحو 7000 جندي في هذه التجارب التي تضمنت التعرض لأكثر من 250 مادة كيميائية مختلفة، وفقًا لوزارة الدفاع (DoD). ظهرت الأعراض على بعض المتطوعين عند التعرض لهذه العوامل، لكن لم يكن مخطَّطًا للمتابعة طويلة الأجل أن تكون جزءًا من دراسات وزارة الدفاع. أنهى الجيش التجارب فجأة في أواخر عام 1975 وسط أجواء من الفضيحة وتبادل الاتهامات، حيث اتهم المشرعون الباحثين بأخلاقيات مشكوك فيها. وتلتها العديد من التقارير الحكومية الرسمية والدعاوى القضائية المدنية في أعقاب الجدل.
تشتمل العوامل الكيميائية التي اختُبرت على المتطوعين على عوامل الحرب الكيميائية والعوامل الأخرى المرتبطة:
- العوامل العصبية لمضادات الكولينستراز (في إكس، السارين، الفسفور العضوي الشائع OP ومبيدات الكربامات).
- عوامل الخردل.
- ترياقات عامل الأعصاب بما في ذلك الأتروبين والسكوبولامين.
- مستنشطات عامل الأعصاب، مثل ترياق الفسفور العضوي الشائع أو كلوريد 2-PAM.
- العوامل نفسانية التأثير بما في ذلك ثنائي إيثيل أميد حمض الليسرجيك LSD والفينسيكليدين PCP والكانابينويد و BZ.
- المهيجات وعوامل مكافحة الشغب.
- الكحول والكافيين.

## لمحة تاريخية

### الخلفية والمبررات
بعد الحرب العالمية الثانية، حصل الباحثون العسكريون الأمريكيون على صيغ غازات الأعصاب الثلاثة التي طورها النازيون -التابون والسومان والسارين- وأجروا دراسات عليها في مركز إدجوود الكيميائي البيولوجي التابع للجيش الأمريكي. تضمنت هذه الدراسات عنصرًا سريًا من البشر، على الأقل في وقت مبكر من عام 1948، عندما وُثِّقت «ردود الفعل النفسية» لدى فنيي إدجوود. في البداية، ركزت هذه الدراسات فقط على شدة فتك الغازات ومعالجتها والوقاية منها. صدر تقرير سري بعنوان «الحرب النفسية الكيميائية: مفهوم جديد للحرب» في عام 1949 من قبل لوثر ويلسون غرين، المدير الفني للمختبرات الكيميائية والإشعاعية في إدجوود. دعا غرين إلى البحث عن مركبات جديدة ذات تأثير نفسي من شأنها أن تخلق نفس الآثار الجانبية العقلية المنهكة التي تنتجها غازات الأعصاب، ولكن دون تأثيرها المميت. إذ قال:
«على مدار التاريخ المسجَّل، اتسمت الحروب بالموت والبؤس الإنساني وتدمير الممتلكات؛ ويكون كل صراع كبير أكثر كارثية من الصراع الذي سبقه، أنا مقتنع أنه يمكن من خلال تقنيات الحرب النفسية الكيميائية هزيمةُ العدو من دون القتل الكامل لشعبه أو الدمار الشامل لممتلكاته».
في أواخر الأربعينيات وأوائل الخمسينيات، عمل الجيش الأمريكي مع اختصاصي التخدير بجامعة هارفارد، هنري ك. بيشر، في مركز الاستجواب التابع للجيش في كامب كينغ في ألمانيا، على استخدام المركبات ذات التأثير النفسي (المسكالين، LSD)، وتضمّن ذلك التجارب على البشر واستخلاص المعلومات من الأطباء والعلماء النازيين السابقين الذين عملوا على تجارب مماثلة قبل نهاية الحرب. في الخمسينيات من القرن الماضي، أكد بعض المسؤولين في وزارة الدفاع الأمريكية علنًا أن العديد من «أشكال الحرب الكيمياوية والتحالفية أكثر 'إنسانية' من الأسلحة الموجودة. على سبيل المثال، هناك أنواع معينة من 'المواد الكيميائية ذات التأثير النفسي' يمكن أن تشلّ مؤقتًا حركة المراكز السكانية بأكملها دون إلحاق الضرر بالمنازل وغيرها من المباني». وذُكرت الإنجازات التي حققها السوفييت في هذا المجال كحافز خاص لتشجيع الجهود البحثية في نفس المجال، وفقًا لشهادة اللواء مارشال ستابس، كبير ضباط المواد الكيماوية في الجيش.
شهد الجنرال وليام م. كريسي، كبير ضباط المواد الكيماوية السابق في الجيش الأمريكي، أمام مجلس النواب الأمريكي في عام 1959 قائلًا: «أعتقد أن المستقبل يكمن في المواد الكيميائية نفسانية التأثير، شريطة أن يتم التركيز بشكل كافٍ على ذلك». كان هذا مثيرًا لقلق الطبيب النفسي في جامعة هارفارد، جيمس ليبرمان، ما دفعه إلى تأليف مقالة بعنوان «استخدام المواد الكيميائية نفسانية التأثير كأسلحة» ونشرها في «نشرة علماء الذرة» في عام 1962. في الوقت الذي أقر فيه ليبرمان بأن «معظم البيانات العسكرية» المتعلقة بالبحوث الجارية في المركز الكيماوي للجيش كانت «سرية وغير منشورة»، أكد أن «هناك أخلاقيات يصعب التكهّن فيها، مثل ما إذا كان الجنون -سواء كان مؤقتًا أم دائمًا- يُعدّ تهديدًا عسكريًا أكثر 'إنسانية' من آلام الحرب المعتادة».

### التجارب
أُجريت تجارب ترسانة إدجوود على البشر في الفترة من 1948 إلى 1975 تقريبًا في مختبرات البحوث الطبية -تُعرف الآن باسم معهد البحوث الطبية التابع للجيش الأمريكي للدفاع الكيميائي (USAMRICD)- في منطقة إدجوود، أرض الاختبار بمدينة أبردين، ماريلند. تضمنت التجارب ما لا يقل عن 254 مادة كيميائية، لكنها ركزت بشكل أساسي على عوامل الحرب الكيماوية ذات التأثير النفسي، مثل إل إس دي ومشتقات رباعي هيدرو كانابينول THC والبنزوديازيبينات و BZ. خضع نحو 7000 فرد من العسكريين الأمريكيين و 1000 مدني للاختبار على مدار ثلاثة عقود تقريبًا. كان استخدام عامل BZ كسلاح هو النتيجة الملموسة لهذه التجارب، على الرغم من عدم نشره مطلقًا.
تقدم «دورة دراسية مستقلة» للتعليم الطبي المستمر -تقيمها وزارة شؤون المحاربين القدامى في الولايات المتحدة بعنوان «الآثار الصحية للأسلحة الكيميائية والبيولوجية والإشعاعية» (أكتوبر 2003)- الملخص التالي لتجارب ترسانة إدجوود:
:أدى الاهتمام المتجدد إلى تجدد اختبارات وزارة الدفاع (DoD) على البشر، على الرغم من أنها كانت في نهاية المطاف على نطاق أصغر بكثير. وبالتالي، بين عامي 1950 و 1975، شارك حوالي 6720 جنديًا في تجارب تضمّنت التعرض لـ 254 مادة كيميائية مختلفة وأجريت في مختبرات الجيش الأمريكي في ترسانة إدجوود، MD (NRC 1982, NRC 1984, NAS 1993). أسفرت جلسات الاستماع التي أجراها الكونغرس بشأن هذه التجارب في عامي 1974 و 1975 عن الكشف عنها، وإبلاغ الأفراد الذين شاركوا فيها عن طبيعة تعرضهم للمواد الكيميائية، وأخيرًا تعويض عدد قليل من عائلات الأشخاص الذين لقوا حتفهم خلال التجارب (NAS 1993).
أجريت هذه التجارب في المقام الأول لمعرفة كيفية تأثير العوامل المختلفة على البشر (NRC 1982). وورد أن وكالات أخرى من بينها وكالة المخابرات المركزية الأمريكية CIA وشعبة العمليات الخاصة التابعة لإدارة الجيش شاركت في هذه الدراسات (NAS 1993). استُخدمت عوامل الخردل أو اللويسيت في عدد قليل فقط من مجمل التجارب التي أجريت خلال هذه الفترة. وتشير السجلات إلى أنه بين عامي 1955 و 1965، تعرّض 147 شخصًا فقط -من أصل 6720 جنديًا جرى اختبارهم- لعامل الخردل في إدجوود (NRC 1982).
وفقًا لمراجعة NRC لعام 1984، تضمّنت التجارب البشرية التي أُجريت في ترسانة إدجوود التابعة لوزارة الدفاع نحو 1500 شخص تعرضوا تجريبيًا للعوامل المهيجة والمسببة للبثور وتشمل:
- العوامل المسيّلة للدموع، مثل غاز سي إن.
- عوامل مكافحة الشغب، مثل غاز سي إس.
- كلوروبكرين (PS).
- Diphenylaminochlorarsine (أدامسيت، DM).
- مهيجات العين والجهاز التنفسي.
- عوامل الخردل.

على سبيل المثال، في الفترة من 1958 إلى 1973، خضع ما لا يقل عن 1366 شخصًا من البشر للتعرض التجريبي -على وجه التحديد- لعامل مكافحة الشغب سي إس في ترسانة إدجوود (NRC 1984). من هولاء المشاركين في التجارب:
- تعرض 1073 شخصًا إلى رذاذ غاز سي إس.
- تعرض 180 شخصًا عن طريق الجلد.
- تعرض 82 شخصًا لكل من التطبيقات الجلدية والرذاذ.
- خضع 31 شخصًا للتعرض المباشر لغاز  سي إس على أعينهم.

تضمنت معظم هذه التجارب اختبارات لمعدات الوقاية وقدرة الأشخاص على أداء المهام العسكرية أثناء التعرض.
وبالمثل، اختُبرت ترياقات مستنشطات الكولينستراز مثل 2-PAM على حوالي 750 شخصًا. لا تزال تستخدم هذه العوامل اليوم كترياق للتسمم بعامل الأعصاب الفوسفوري العضوي، بما في ذلك التسمم العرضي بمبيدات الحشرات الفسفورية العضوية. تعرض نحو 260 شخصًا بشكل تجريبي للعديد من المواد الكيميائية نفسانية التأثير  بما في ذلك الفينسيكليدين (PCP)، و 10 نظائر اصطناعية مرتبطة بالمادة الفعالة للقِنَّب (NRC 1984). يذكر تقرير NRC أيضًا أن التجارب البشرية تضمّنت تعرّض 741 جنديًا لمركب إل إس دي (NRC 1984). أخيرًا، في الفترة من 1962 إلى 1972، تم اختبار ما مجموعه 123 مادة كيميائية مهيجة على شخصين فقط باستخدام نفق الرياح (NRC 1984). تم اختيار هذه المواد الكيميائية المهيجة لاختبارها على البشر بعد الدراسات الأولية على الحيوانات.
تشير «دورة الدراسة المستقلة» بشكل أساسي إلى دراسة من ثلاثة مجلدات أجراها معهد الطب (1982-1985) وذلك لأهمية بياناتها واستنتاجاتها وهي بعنوان «الآثار الصحية المحتملة على المدى الطويل عند التعرض قصير الأمد للعوامل الكيميائية». استندت بعض المعلومات الإضافية الواردة في القسم المذكور من الدورة على دراسة أجراها معهد الطب (IOM) عام 1993 بعنوان «المحاربون القدامى في خطر: الآثار الصحية لغاز الخردل واللويسيت».
هناك إغفال خطير في ملخص الدورة أعلاه لعدد الأشخاص الذين تعرّضوا لعامل BZ والمركبات المرتبطة به. وفقًا لمذكرات جيمس كيتشوم، الذي يستشهد أيضًا بدراسة معهد الطب للحصول على البيانات، «أُعطي 24 من غليكُولات البيلادونا والمركبات ذات الصلة لـ 1800 شخص». وخلصت دراسة معهد الطب أيضًا إلى أن «البيانات المتاحة تشير إلى أن الآثار السامة طويلة الأجل و / أو المضاعفات المتأخرة غير محتملة» لهذا النوع من المركبات.
في منتصف سبعينيات القرن العشرين، وفي أعقاب العديد من الادعاءات الصحية المقدَّمة بشأن التعرض للعوامل، بدأ الكونغرس الأمريكي بإجراء تحقيقات بشأن سوء المعاملة المحتملة في التجارب وعدم كفاية الموافقة المستنيرة الممنوحة للجنود والمدنيين المعنيين.

### الفضيحة وإنهاء الخدمة
في سبتمبر 1975، أُوقِف برنامج متطوعي الأبحاث الطبية (MRVP) وأُخرج جميع المتطوعين المقيمين من منشأة إدجوود. استُدعي مؤسس ومدير البرنامج، الدكتور فان موراي سيم، أمام الكونغرس ووبّخه المشرعون الغاضبون الذين شككوا في عدم وجود متابعة لرعاية المتطوعين من البشر. لم يجد تحقيق للجيش فيما بعد أي دليل على وقوع إصابات أو وفيات خطيرة مرتبطة بـ MRVP، لكنه شجب كل من عملية التجنيد ومنهج الموافقة المستنيرة، اللذين وصفهما بأنهما «يوحيان بالإكراه المحتمل».